# 카스페르 울리크 모르텐센
카스페르 울리크 비에레 모르텐센(덴마크어: Casper Ulrich Bjerre Mortensen, 1989년 12월 14일~)은 덴마크의 핸드볼 선수로 포지션은 레프트윙이다. 현재 독일 분데스리가의 HSV 함부르크 소속으로 뛰고 있다. 2018년에는 분데스리가 득점왕에 올랐으며, 2021년에는 FC 바르셀로나 소속으로 EHF 챔피언스리그 우승을 차지했다.
덴마크 국가대표 선수로 활동하여 2016년 하계 올림픽 금메달을 획득했고, 세계 선수권 대회 우승 1회, 준우승 1회, 유럽 선수권 대회 준우승 1회를 달성했다. 

## 수상

### 국가대표팀
올림픽
- 2016 금메달
- 2020 은메달

세계 선수권 대회
- 2019 금메달
- 2013 은메달

유럽 선수권 대회
- 2014 은메달

### 개인
- 분데스리가 득점왕(2018, 2023)
- 유럽 핸드볼 연맹 올해의 선수(2018)